# Jüdischer Friedhof (Sélestat)

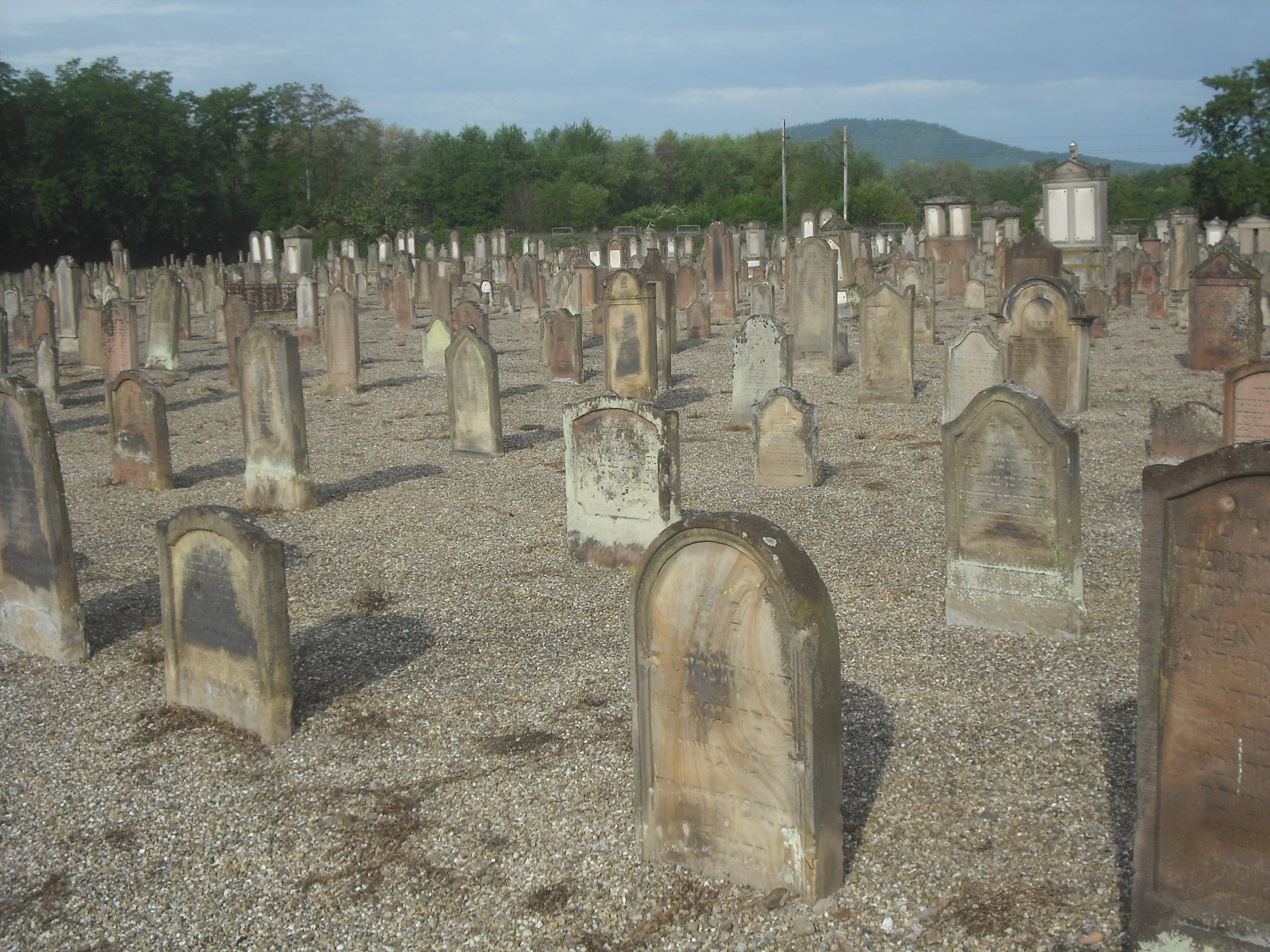
Jüdischer Friedhof in Sélestat

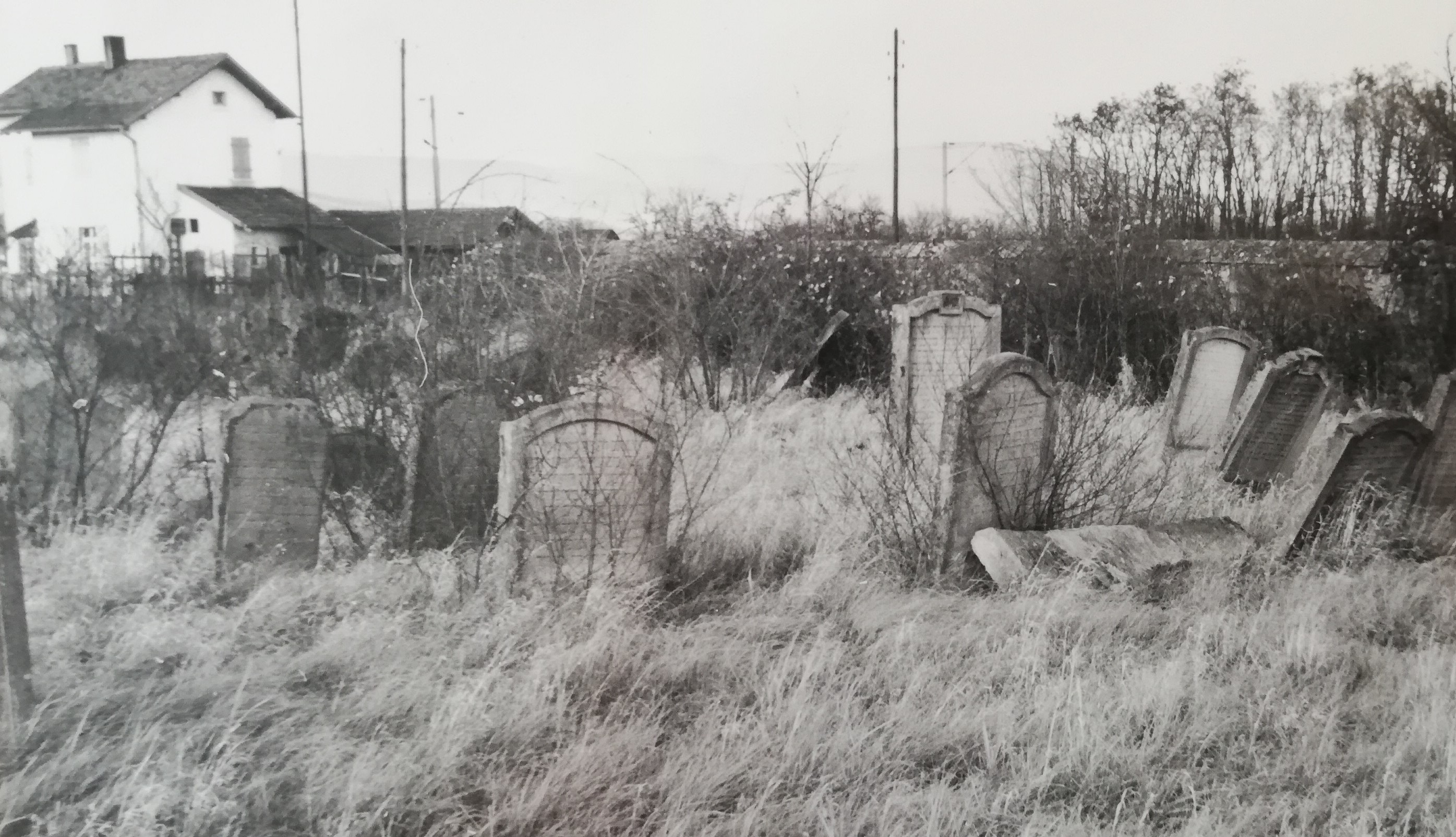
Sicht des jüdischen Friedhofs von Sélestat in den 1950er Jahren

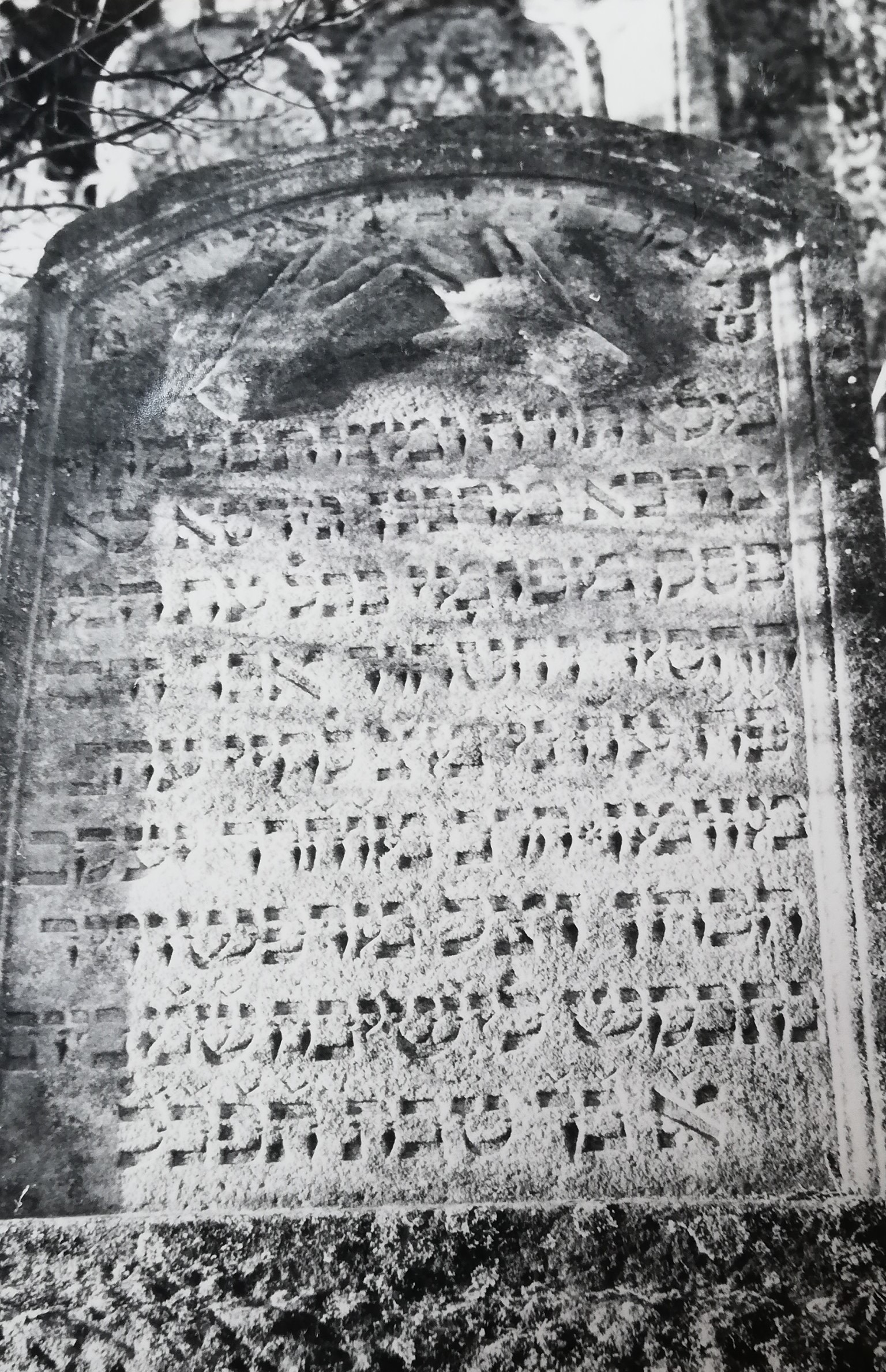
Grabstein des Rabbiners Av Bez Din Jakob Hakohen. Foto aus der Sammlung des Jüdischen Museums der Schweiz

Der Jüdische Friedhof in Sélestat, einer französischen Stadt im Département Bas-Rhin der Region Grand Est, wurde im 17. Jahrhundert angelegt. Der jüdische Friedhof an der Rue du Cimetière-Israélite ist seit 1995 als Monument historique geschützt.

## Geschichte
Im Jahr 1662 wurde den Juden in Schlettstadt und Umgebung ein Gras- und Baumgarten als Friedhof vom Rat der Stadt Schlettstadt zur Verfügung gestellt. Nach einem Eintrag in einem Ratsprotokoll von 1654 war auf dem Grundstück schon in den frühen zwanziger Jahren des 17. Jahrhunderts ein jüdischer Begräbnisplatz. Die ältesten erhaltenen Grabsteine sind aus den Jahren 1699 bis 1714. Der Friedhof wird auch heute noch belegt.